# Begonia aborensis
Espèce
Begonia aborensis est une espèce de plantes de la famille des Begoniaceae. C'est un bégonia rhizomateux originaire du nord-est de l'Inde.

## Répartition géographique
Cette espèce est originaire de l'Inde, de l'état d'Arunachal Pradesh jusqu'au nord de la Birmanie.
On le rencontre sur les contreforts himalayens.

## Description
C'est une plante vivace rhizomateuse qui atteint 60 à 80 cm de haut. Les feuilles à long pétiole sont disposées en rosette. Elles sont couleur cuivre lorsqu'elle sont jeunes, puis d'un vert vif satiné. Le revers est nervuré de rouge vif. Les larges limbes asymétriques, ovoïdes et terminés en pointe, peuvent atteindre 40 cm de diamètre. Les fleurs d'un blanc rosé, à cœur jaune, apparaissent en automne et sont regroupées à la base de la rosette.

## Classification
L'espèce fait partie de la section Sphenanthera du genre Begonia, famille des Begoniaceae.
Elle a été décrite en 1920 par le botaniste britannique Stephen Troyte Dunn (1868-1938). L'épithète spécifique aborensis est signifie « des Abor », une région d'Arunachal Pradesh, en Inde.
Publication originale : Bulletin of Miscellaneous Information, Royal Gardens, Kew 109. 1920.